# Sobrenatural (revista em quadrinhos)
Sobrenatural é uma extinta revista que foi publicada pela Editora Vecchi.

## Autores
- Fernando Bonini
- Olendino Mendes
- Fernando Gonsales, autor de Níquel Náusea chegou a escrever uma história para a Sobrenatural

## Histórias e séries
- A Namorada do Julinho
- Toni, o roqueiro infernal
- A Vingança do Zumbi

## Capas

### Sobrenatural
- 1: Júlio Shimamoto
- 10: Vilmar
- 13: Cesar Lobo
- 16: Lobo
- 20: Carlos Chagas
- 25: Lobo
- 26: Lobo
- 28: Jordi
- 37: Mano
- 38: Mano

### Almanaque Sobrenatural
- 7: Shimamoto

## Curiosidade
Toni Roqueiro, foi inspirado em um personagem real.
Antônio Marinho; ou "Toni Rockeiro" é um músico carioca que esteve presente na fundação do grupo "Barão Vermelho". è um músico que teve participação relevante na cena do Rock do Rio de Janeiro e também foi sócio de um estudio importante. Toni e Roberto Frejat estudaram na escola Villa Lobos, segundo entrevista publicada no youtube (3) "Bate Papo Musical com @lulazeppeliano convida:Toni Rockeiro - 13.06.2020i - YouTube.

## 
1. ↑  http://www.nostalgiadoterror.com/sobrevecchi/slides/001.html